# Mulungu, Ceará
Mulungu este un oraș în statul Ceará (CE) din Regiunea de Nord-est a Braziliei.